# L'essenziale (singolo Lisa)
L'essenziale è l'unico singolo dell'omonimo album di Lisa (il secondo). Ebbe un discreto successo nelle radio.